# Let's Go (álbum de Rancid)
Let's Go es el segundo álbum del grupo Rancid, y fue lanzado a la venta el 14 de junio de 1994 por Epitaph Records. Es el primer álbum en el que participa el guitarrista Lars Frederiksen, el cual se unió a la banda en 1993 tras la publicación del anterior trabajo.
En este álbum hay una innovación de la banda, ahora viene con más energía y se muestran más potentes que nunca. Este trabajo tiene un parecido al sonido de la banda "The Clash", ya que ésta es su mayor influencia. Como en este disco hay mucha potencia de guitarra, bajo y el fuerte sonido de la batería, no se puede escuchar muy bien lo que Tim Armstrong canta en un momento dado.

## Lista de canciones
1. "Nihilism" – 2:02
2. "Radio" (Armstrong/Freeman/Billie Joe Armstrong) – 2:51
3. "Side Kick"(Armstrong/Erica White) – 2:01
4. "Salvation" – 2:54
5. "Tenderloin" – 1:32
6. "Let's Go" – 1:26
7. "As One" – 1:34
8. "Burn" (Armstrong/Freeman/Raider) – 2:11
9. "The Ballad Of Jimmy & Johnny" – 1:39
10. "Gunshot" – 1:50
11. "I Am The One" – 1:57
12. "Gave It Away" – 1:13
13. "Ghetto Box" – 1:11
14. "Harry Bridges" – 2:21
15. "Black & Blue" – 1:59
16. "St. Mary" (Armstrong/Freeman/Frederiksen) – 2:09
17. "Dope Sick Girl" – 2:15
18. "International Cover-Up" – 1:44
19. "Solidarity" – 1:31
20. "Midnight" – 1:55
21. "Motorcycle Ride" – 1:20
22. "Name" (Armstrong/Freeman/Eric Dinn) – 2:12
23. "7 Years Down" – 2:39